# Arnaud de Tintignac
Arnaud de Tintignac (Arnaut de Tintinhac en occitan), est un troubadour originaire du Limousin, actif au XIIe siècle, dont quatre poèmes sont conservés.

## Biographie
Il est né au château de Tintignac à Naves en Corrèze à proximité des ruines gallo-romaines. Il était le seigneur de Tintinhac, probablement un feudataire du vicomte de Turenne, et il était fier de son héritage, comme quand il parle de lui-même de façon anonyme comme "se
Molt dezis doussana l'aura

Lanquan vei los albros floritz

et aug d'Grans auzels petitz e

Lur chans par Vergiers e per plais;

e, Qui d'amor ha Enveja,

Temps aquel si.n no se pleja,

pas de fils vueill mi respeit Lonc faire.
(Je désire que l'heure soit douce Quand je vois les arbres en fleurs Et j'entends les chants des oiseaux, grands et petits, par les vergers et les clôtures; et, qui par amour j'envie, Si cette fois je ne m'y soumets pas, Je ne veux pas qu'il me concède de répit.)

### Éditions
- Jean Mouzat, Les poèmes de Gaucelm Faidit, troubadour du XIIe siècle ; Guilhem Peire de Cazals, troubadour du XIIIe siècle ; le troubadour Arnaut de Tintinhac. Éditions critiques, Paris, Nizet, (collection : Les classiques d'oc, n° 2), 1965, 612 p.

### Études
- Jean Mouzat, « Cel de Tintignac. Introduction à Arnaut de Tintinhac, troubadour limousin », Bulletin de la Société des lettres, sciences et arts de Corrèze,‎ 1954-1956
- Daniel Borzeix, Arnaut de Tintinhac, éditions Les Monédières, 2003.